# Пескейра
Пескейра (порт. Pesqueira) — муниципалитет в Бразилии, входит в штат Пернамбуку. Составная часть мезорегиона Сельскохозяйственный район штата Пернамбуку. Входит в экономико-статистический микрорегион Вали-ду-Ипожука. Население составляет 61 337 человек на 2007 год. Занимает площадь 1000 км². Плотность населения — 60,5 чел./км².

## История
Муниципалитет был создан в 1762 году под названием Цимбрес. В 1880 году был переименован в честь святого Águeda де Pesqueira. В 1913 году весь муниципалитет стал называться Пескейра. В 1918 году город был сделан резиденцией римско-католической епархии Пескейры.

## Статистика
- Валовой внутренний продукт на 2004 год составляет 162 850 000 реалов (данные: Бразильский институт географии и статистики).
- Валовой внутренний продукт на душу населения на 2004 год составляет 2819 реалов (данные: Бразильский институт географии и статистики).
- Индекс развития человеческого потенциала на 2000 год составляет 0,636 (данные: Программа развития ООН).